# Холбрук, Ричард
Ричард Чарльз Альберт Холбрук (англ. Richard Charles Albert Holbrooke; 24 апреля 1941, Нью-Йорк — 13 декабря 2010, Вашингтон) — американский дипломат.

## Биография
Родился в семье еврейских эмигрантов Дэна Холбрука и Труди Кирл (урожд. Моос). Отец Ричарда происходил из семьи российских евреев из Варшавы, фамилию Холбрук взял после приезда в США, а мать была немецкой еврейкой из Гамбурга, из которого её семья бежала в 1933 году, после прихода нацистов, позднее поселившаяся в Буэнос-Айресе, а затем в Нью-Йорке.
Холбрук посещал школу Scarsdale High School в пригороде Нью-Йорка. После её окончания получил стипендию на обучение в университете со специализацией в ядерной физике и поступил в Брауновский университет. Однако Холбрук решил не становиться физиком, перевёлся на историческое отделение и увлекся журналистикой, летом работал в газете The New York Times, а также был главным редактором университетской газеты The Brown Daily Herald. Перед окончанием университета Холбрук подал заявление о приёме на работу в The New York Times, однако ответ от газеты запаздывал, и он решил поступить на государственную службу: сдал экзамены в дипломатическую службу США и в 1962 году окончил университет со степенью бакалавра по истории.
После одиннадцатимесячной языковой практики Холбрук был отправлен в Южный Вьетнам, где в районе дельты реки Меконг занимался распределением гуманитарной помощи в рамках программы агентства США по международному развитию. Затем он был переведён на работу в посольство США в Сайгоне. В 1966 году, после эскалации военных действий в стране, Холбрук был назначен в специальную группу советников президента Линдона Джонсона по вопросам войны во Вьетнаме, а в 1967 году он был назначен специальным помощником Николаса Катценбаха (Nicholas Katzenbach) и Эллиота Ричардсона (Elliot Richardson) — заместителей госсекретаря США. Холбрук входил в делегацию США на неудачных мирных переговорах с Национальным фронтом освобождения Южного Вьетнама в Париже.
В 1969 году Холбрук занимался исследованиями в Школе Вудро Вильсона Принстонского университета (Woodrow Wilson School of Princeton University). На следующий год он получил должность директора марокканского отделения Корпуса мира (Peace Corps). В 1972 году Холбрук решил оставить дипломатическую службу, став управляющим директором малотиражного, но влиятельного журнала Foreign Policy. Параллельно, с 1974 по 1975 год Холбрук был консультантом президентской комиссии по внешней политике США, а также был внештатным автором издания Newsweek International.
В 1977 году, после победы на выборах, президент Джимми Картер назначил Холбрука помощником госсекретаря США Сайруса Вэнса по восточноазиатским и тихоокеанским делам. В 1981 году Холбрук стал вице-президентом консалтинговой фирмы Public Strategies и главным советником в корпорации Lehman Brothers. С 1985 по 1993 год он был управляющим директором Lehman Brothers.
После победы Билла Клинтона на президентских выборах в 1993 году Холбрук был назначен послом США в объединённой Германии. В 1994 году он вернулся в Вашингтон, чтобы стать заместителем госсекретаря США Уоррена Кристофера по европейским и канадским делам. На этом посту Холбрук занимался разрешением вооружённого конфликта в Боснии и Герцеговине, был одним из авторов Дейтонских мирных соглашений, заключённых в 1995 году, за что был номинирован на Нобелевскую премию мира. В 1996 году Холбрук добровольно ушёл с должности заместителя госсекретаря, однако США продолжили сформированную им политику, направленную на усиление влияния Америки на Балканах.
В 1996 году Холбрук стал вице-председателем банка Credit Suisse First Boston, однако продолжил дипломатическую работу. С 1997 по 1999 год он представлял интересы США на Кипре и в Югославии в качестве специального представителя. В частности, в 1999 году, накануне начала бомбёжек он доставил президенту Югославии Слободану Милошевичу ультиматум НАТО. «Прославился» своим неполиткорректным заявлением о сербах.
С 1999 по 2001 год Холбрук был послом США в ООН, ушёл он с этого поста после избрания президентом США республиканца Джорджа Буша-младшего. После своей отставки Холбрук занялся бизнесом, став вице-председателем инвестиционного фонда Perseus LLC. С 2001 по 2008 год он входил в совет директоров корпорации American International Group.
В 2000 году награждён командорским крестом ордена Звезды Румынии.
Во время войны в Южной Осетии в августе 2008 года Холбрук стал одним из первых американцев, которые прилетели в Грузию, чтобы поддержать грузинского президента Михаила Саакашвили. Холбрук тогда заявил, что Россия спровоцировала Грузию на начало боевых действий и в будущем готовится напасть на Украину.
В январе 2009 года президент США Барак Обама и госсекретарь Хиллари Клинтон, незадолго до того занявшие свои должности, назначили Холбрука спецпредставителем США в Афганистане и Пакистане. Эксперты отмечали, что это направление было одним из ключевых для внешней политики нового кабинета. По мнению Холбрука, борьбу с террористическими группами «Аль-Каиды» и «Талибана» в регионе нельзя было сравнивать с войной во Вьетнаме, поскольку, в отличие от террористов, войска Северного Вьетнама не угрожали территории США. Он также заявлял, что с учётом роста безработицы уничтожение афганских маковых плантаций не только бесполезно и неэффективно, но и контрпродуктивно, поскольку афганские крестьяне могут перейти на сторону талибов.
Скончался из-за разрыва аорты.
16 декабря 2010 года Президент Грузии Михаил Саакашвили посмертно наградил Ричарда Холбрука Орденом Победы имени Святого Георгия: «за установление мира и демократии в мире, за личную лепту в укрепление грузино-американских отношений и особую поддержку грузинского народа», «Со смертью Ричарда Холбрука… я потерял друга, которому доверял», — заявил Саакашвили.